# Chiluïta
La chiluïta és un mineral de la classe dels sulfats. Rep el seu nom del dipòsit de molibdè de Chilu, a Fujian (Xina), on va ser descoberta.

## Característiques
La chiluïta és un sulfat de fórmula química Bi₃Te6+Mo6+O10,5. Cristal·litza en el sistema hexagonal. La seva duresa a l'escala de Mohs és 3.
Segons la classificació de Nickel-Strunz, la chiluïta pertany a «07.B - Sulfats (selenats, etc.) amb anions addicionals, sense H₂O, amb cations grans només» juntament amb els següents minerals: sulfohalita, galeïta, schairerita, kogarkoïta, caracolita, cesanita, aiolosita, burkeïta, hanksita, cannonita, lanarkita, grandreefita, itoïta, hectorfloresita, pseudograndreefita i sundiusita.

## Formació i jaciments
Va ser descoberta a finals de la dècada dels 80 al dipòsit de molibdè de Chilu, situada al comtat de Fu'an, a la prefectura de Ningde (Fujian, República Popular de la Xina). Es tracta de l'únic indret de tot el planeta a on ha estat trobada aquesta espècie mineral.